# Moqua Well
A Moqua Well egy édesvizű, föld alatti tó Nauruban.

## Elhelyezkedése
A Moqua Well Yaren területe alatt fekszik.
A közelben találhatóak a Moqua-barlangok.

## Neve
A Mowua (néha Makwa néven nevezik) Yaren régi nevéből ered.

## Történelme
2001-ben egy régész megfulladt a tóban. Azóta kerítéssel körbezárták a tavat.

## Fordítás
Ez a szócikk részben vagy egészben  a   Moqua Well című angol Wikipédia-szócikk ezen változatának fordításán alapul.  Az eredeti cikk szerkesztőit annak laptörténete sorolja fel. Ez a jelzés csupán a megfogalmazás eredetét és a szerzői jogokat jelzi, nem szolgál a cikkben szereplő információk forrásmegjelöléseként.